# Partido Socialista do Chile
O Partido Socialista do Chile (PS) é um partido político socialista democrático e social-democrata onde militam cerca de 113.000 cidadãos, tornando-o o segundo maior partido político do país, e que faz parte da coalização de partidos que governou o Chile dura chamada Concertación de Partidos por la Democracia (mais conhecida como apenas Concertación). Ricardo Lagos Escobar representou o Partido Socialista na eleição presidencial de 1999 e obteve 48,0% dos votos no primeiro turno e 51,3% no segundo. Michelle Bachelet, ministra da Saúde e da Defesa de Lagos, representou o partido na eleição presidencial de 2006, e obteve 45,96% dos votos no primeiro turno e 53,5% no segundo, se tornando a primeira mulher eleita presidente de um país sul-americano. O mandato de Bachelet terminou em 11 de março de 2010. É o partido do ex-presidente Salvador Allende.

## História
O Partido Socialista era o partido do marxista histórico Salvador Allende, que foi um de seus fundadores em 19 de abril de 1933. Em 1970, Allende se tornou o primeiro presidente marxista eleito do mundo. Seu governo, da coalizão de esquerda Unidade Popular, foi derrubado por um sangrento golpe de estado perpetrado pelo comandante das Forças Armadas, general Augusto Pinochet, em 11 de setembro de 1973. Durante os mais de 20 anos do governo de Pinochet, o partido, assim como outros de esquerda, foi colocado na ilegalidade e só pôde retornar à ativa em 1990. A partir de então, o partido passou a integrar a Concertación contra as forças políticas oriundas da ditadura militar. O partido participa atualmente do Foro de São Paulo e da Internacional Socialista.[carece de fontes?]

## Presidentes
Até 1989, o partido não possuía o cargo de presidente. Ao invés disso, havia o cargo de secretário-geral, tradicional em partidos de orientação comunista e socialista.[carece de fontes?]
Secretários-gerais:
- 1933–1939: Óscar Schnake Vergara
- 1939–1943: Marmaduke Grove Vallejos
- 1943–1944: Salvador Allende Gossens
- 1944–1946: Bernardo Ibáñez Aguila
- 1946–1948: Raúl Ampuero Díaz
- 1948–1950: Eugenio González Rojas (Partido Socialista Popular)
- 1950–1953: Raúl Ampuero Díaz (Partido Socialista Popular)
- 1953–1955: Aniceto Rodríguez Arenas (Partido Socialista Popular)
- 1955–1957: Raúl Ampuero Díaz (Partido Socialista Popular)
- 1957–1961: Salomón Corbalán González
- 1961–1967: Raúl Ampuero Díaz
- 1967–1971: Aniceto Rodríguez Arenas
- 1971–1979: Carlos Altamirano
- 1979–1989: Clodomiro Almeyda Medina (PS-Almeyda)
- 1979–1981: Carlos Altamirano (PS-Altamirano)
- 1981–1984: Ricardo Núñez Muñoz (PS-XXIV Congresso)
- 1984–1986: Carlos Briones Olivos (PS-XXIV Congresso)
- 1986–1989: Ricardo Núñez Muñoz (PS-XXIV Congresso)
- 1989–1989: Jorge Arrate Mac-Niven (PS-XXIV Congresso)[carece de fontes?]

Presidentes:
- 1990–1991: Jorge Arrate Mac-Niven
- 1991–1992: Ricardo Núñez Muñoz
- 1992–1994: oGermán Correa Díaz
- 1994–1998: Camilo Escalona Medina
- 1998–2000: Ricardo Núñez Muñoz
- 2000–2003: Camilo Escalona Medina
- 2003–2005: Gonzalo Martner Fanta
- 2005–2006: Ricardo Núñez Muñoz
- 2006–2008: Camilo Escalona Medina
- 2008–2010: Camilo Escalona Medina[carece de fontes?]

## Presidentes do Chile
Ao todo, três membros do Partido Socialista foram eleitos presidente do Chile:
- 1970–1973: Salvador Allende Gossens (deposto)
- 2000–2006: Ricardo Lagos Escobar
- 2006–2010: Michelle Bachelet[carece de fontes?]

## Resultados Eleitorais

### Eleições presidenciais
| Data                    | Candidato apoiado       | 1ª Volta  | 1ª Volta   | 2ª Volta  | 2ª Volta   |
| Data                    | Candidato apoiado       | Votos     | %          | Votos     | %          |
| ----------------------- | ----------------------- | --------- | ---------- | --------- | ---------- |
| 1938                    | Pedro Aguirre Cerda     | 222 720   | 50,5 (1.º) |           |            |
| 1942                    | Juan Antonio Ríos       | 260 034   | 56,0 (1.º) |           |            |
| 1946                    | Bernardo Ibáñez         | 12 114    | 2,5 (4.º)  |           |            |
| 1952                    | Salvador Allende        | 51 975    | 5,5 (4.º)  |           |            |
| 1958                    | Salvador Allende        | 356 493   | 28,9 (2.º) |           |            |
| 1964                    | Salvador Allende        | 977 902   | 38,9 (2.º) |           |            |
| 1970                    | Salvador Allende        | 1 070 334 | 36,6 (1.º) |           |            |
| Ditadura de 1973 a 1989 |                         |           |            |           |            |
| 1989                    | Patricio Aylwin         | 3 850 571 | 55,2 (1.º) |           |            |
| 1993                    | Eduardo Frei Ruiz-Tagle | 4 044 898 | 58,0 (1.º) |           |            |
| 1999/00                 | Ricardo Lagos           | 3 383 334 | 48,0 (1.º) | 3 683 158 | 51,3 (1.º) |
| 2005/06                 | Michelle Bachelet       | 3 190 691 | 46,0 (1.º) | 3 723 019 | 53,5 (1.º) |
| 2009/10                 | Eduardo Frei Ruiz-Tagle | 2 065 061 | 29,6 (2.º) | 3 367 790 | 48,4 (2.º) |
| 2013                    | Michelle Bachelet       | 3 075 839 | 46,7 (1.º) | 3 470 379 | 62,2 (1.º) |

### Eleições legislativas

#### Câmara dos Deputados
| Data                    | Votos         | %             | +/-           | Deputados     | +/-           | Coligação       |
| ----------------------- | ------------- | ------------- | ------------- | ------------- | ------------- | --------------- |
| 1937                    | 46 050        | 11,2 (4.º)    |               | 19 / 146      |               |                 |
| 1941                    | 75 500        | 16,8 (3.º)    | 5,6           | 15 / 147      | 4             |                 |
| 1945                    | 32 314        | 7,2 (5.º)     | 9,6           | 6 / 147       | 9             |                 |
| 1949                    | 15 676        | 3,4 (9.º)     | 3,8           | 5 / 147       | 1             |                 |
| 1953                    | 41 676        | 5,3 (6.º)     | 1,9           | 9 / 147       | 4             |                 |
| 1957                    | 38 783        | 4,4 (8.º)     | 0,9           | 7 / 147       | 2             |                 |
| 1961                    | 149 122       | 11,1 (6.º)    | 6,7           | 12 / 147      | 5             |                 |
| 1965                    | 241 593       | 10,6 (4.º)    | 0,5           | 15 / 147      | 3             |                 |
| 1969                    | 294 448       | 12,8 (5.º)    | 2,2           | 15 / 150      | Estável       |                 |
| 1973                    | 678 796       | 18,7 (3.º)    | 5,9           | 28 / 150      | 13            | Unidade Popular |
| Ditadura de 1973 a 1989 |               |               |               |               |               |                 |
| 1989                    | Não concorreu | Não concorreu | Não concorreu | Não concorreu | Não concorreu | Não concorreu   |
| 1993                    | 803 719       | 11,9 (3.º)    |               | 15 / 120      |               | Concertación    |
| 1997                    | 640 397       | 11,0 (5.º)    | 0,9           | 11 / 120      | 4             | Concertación    |
| 2001                    | 614 434       | 10,0 (5.º)    | 1,0           | 10 / 120      | 1             | Concertación    |
| 2005                    | 663 561       | 10,1 (5.º)    | 0,1           | 15 / 120      | 5             | Concertación    |
| 2009                    | 653 367       | 9,9 (5.º)     | 0,2           | 11 / 120      | 4             | Concertación    |
| 2013                    | 691 713       | 11,1 (4.º)    | 1,2           | 15 / 120      |               | Nova Maioria    |

#### Senado
| Data                    | Votos                     | %                         | +/-                       | Deputados                 | +/-                       | Coligação                 |
| ----------------------- | ------------------------- | ------------------------- | ------------------------- | ------------------------- | ------------------------- | ------------------------- |
| 1937                    | 6 103                     | 4,1 (6.º)                 |                           | 0 / 20                    |                           |                           |
| 1941                    | 37 857                    | 16,2 (4.º)                | 12,1                      | 2 / 20                    | 2                         |                           |
| 1945                    | 12 625                    | 6,3 (6.º)                 | 9,9                       | 2 / 25                    | Estável                   |                           |
| 1949                    | 6 818                     | 2,7 (10.º)                | 3,6                       | 0 / 20                    | 2                         |                           |
| 1953                    | Não apresentou candidatos | Não apresentou candidatos | Não apresentou candidatos | Não apresentou candidatos | Não apresentou candidatos | Não apresentou candidatos |
| 1961                    | 83 456                    | 13,6 (4.º)                |                           | 8 / 45                    |                           |                           |
| 1965                    | 147 641                   | 11,2 (3.º)                | 2,4                       | 7 / 45                    | 1                         |                           |
| 1969                    | 120 629                   | 12,0 (5.º)                | 0,7                       | 5 / 50                    | 2                         |                           |
| 1973                    | 392 469                   | 17,8 (3.º)                | 5,8                       | 5 / 25                    | Estável                   | Unidade Popular           |
| Ditadura de 1973 a 1989 |                           |                           |                           |                           |                           |                           |
| 1989                    | Não concorreu             | Não concorreu             | Não concorreu             | Não concorreu             | Não concorreu             | Não concorreu             |
| 1993                    | 238 405                   | 12,7 (4.º)                |                           | 5 / 38                    |                           | Concertación              |
| 1997                    | 617 947                   | 14,6 (4.º)                | 1,9                       | 4 / 38                    | 1                         | Concertación              |
| 2001                    | 254 905                   | 14,7 (3.º)                | 0,1                       | 4 / 18                    | Estável                   | Concertación              |
| 2005                    | 576 045                   | 12,1 (3.º)                | 2,6                       | 4 / 20                    | Estável                   | Concertación              |
| 2009                    | 175 017                   | 9,2 (5.º)                 | 2,9                       | 2 / 18                    | 2                         | Concertación              |
| 2013                    | 728 455                   | 16,2 (3.º)                | 7,0                       | 4 / 20                    | 2                         | Nova Maioria              |